# Xanthorhoe hafneri
Xanthorhoe hafneri là một loài bướm đêm trong họ Geometridae.